# Kallikantzaroi

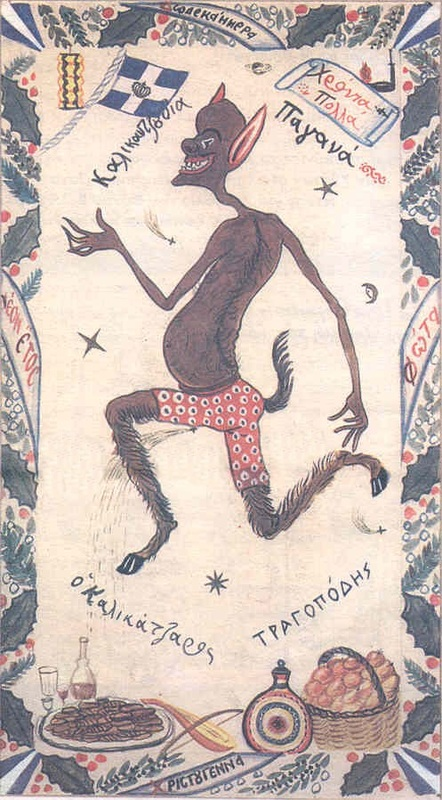
Raffigurazione di un kallikantzaros

I kallikantzaroi o kalikantzaroi (gr. καλλικάντζαροι  o  καλικάντζαροι; sing. kallikantzaros o kalikantzaros, gr. καλλικάντζαρος  o  καλικάντζαρος)  sono delle creature mostruose e terrificanti del folklore natalizio greco e cipriota, che - secondo la tradizione - fanno la loro comparsa sulla Terra tra il 25 dicembre (Natale) e il 6 gennaio (Epifania), ovvero nel periodo delle cosiddette "Dodici Notti",  per arrecare οgni sorta di angherie alla popolazione; in tutto il resto dell'anno vivono invece nel sottosuolo.

## Caratteristiche
Le descrizioni dei kallikantzaroi non sono univoche:  sono solitamente ricoperti di una folta pelliccia e talvolta vengono descritti come dei lupi, altre volte come delle scimmie, molto spesso come degli esseri per metà uomini e per metà animali (che possono avere zampe di cavallo, zanne di cinghiale, braccia di scimmia, lunghe lingue, occhi rossi, unghie lunghe e ricurve, ecc.); possono essere sia minuscoli che enormi e sono prevalentemente di sesso maschile.
Vivono gran parte dell'anno negli inferi, dove s'intrattengono divorando l'albero che regge il centro della Terra. A Natale, però, tutta la loro fatica  è resa vana dal fatto che quest'albero - con la ricorrenza della Nascita di Gesù - si rigenera completamente. Per questo motivo, il 25 dicembre, escono dal loro consueto "habitat" per vendicarsi degli uomini, rimanendo sulla Terra fino al 6 gennaio, quando, grazie alla Benedizione delle Acque, vengono rispediti negli inferi.
Nel periodo in cui sono sulla Terra, la vendetta dei kallikantzaroi nei confronti del genere umano si traduce in ogni genere di dispetti:  distruggere i mobili, far ballare la gente fino allo sfinimento, mangiare le pietanze natalizie, urinare sul fuoco, far andare a male il latte, ecc.
È consuetudine che entrino nelle case dal camino e, per questo, è bene tenere acceso il ceppo natalizio.
Si tratta di creature che, vivendo gran parte dell'anno nell'oscurità, temono la luce. Inoltre temono il fuoco e la croce cristiana (questo è il motivo per cui, il giorno dell'Epifania, con la benedizione di tutte le acque, spariscono).

## Etimologia
L'origine del termine kallikantzaros è incerta. Tra le ipotesi formulate, vi sono le seguenti:
- Bernhard Schmidt l'ha fatto derivare dalla combinazione di due parole turche che significano "nero" e "lupo mannaro".[2]
- Un'altra ipotesi lo fa derivare dal greco kalos kentauros, che significa "bel centauro".[3]

## Usanze
Come detto, tra le usanze che permettono di difendersi dai kallikantzaroi, vi è quella di tenere sempre acceso il ceppo natalizio.
Un altro sistema per allontanare i kallikantzaroi è quello di appendere delle erbe o una mascella di maiale nel camino o sulla porta, oppure quello di marchiare la porta con una croce nera.

## Superstizioni
- Si crede che un bambino nato la notte di Natale possa trasformarsi con molta probabilità in un kallikantzaros, come punizione per quello che può essere considerato come un "affronto", ovvero essere nato nello stesso giorno di Gesù.[1][2] Per rimediare a questo problema, c'erano varie soluzioni. In una, attestata nel Seicento, i genitori accostavano le piante dei piedi dei bambini a una fiamma, finché non si mettevano a piangere: si credeva che così sarebbero stati bruciati gli artigli nascosti dentro la carne, e i piccoli non si sarebbero trasformati in kallikantzaroi. Nella regione dell'Argolide, invece, i bambini nati nel periodo natalizio erano collocati in un forno spento, all'imboccatura del quale si dava fuoco a una fascina di legna. A quel punto si domandava: "Pane o carne?". Se il bambino rispondeva "pane", si riteneva guarito e era subito liberato; altrimenti si lasciava qualche altro istante nel forno e si ripeteva la domanda finché non rispondeva "pane".[7]